# Broadway (Virgínia)
Broadway és una població dels Estats Units a l'estat de Virgínia. Segons el cens del 2000 tenia 2.192 habitants.

## Demografia
Segons el cens del 2000, Broadway tenia 2.192 habitants, 882 habitatges, i 610 famílies. La densitat de població era de 465 habitants per km².
Dels 882 habitatges en un 31,6% hi vivien nens de menys de 18 anys, en un 54,6% hi vivien parelles casades, en un 9,9% dones solteres, i en un 30,8% no eren unitats familiars. En el 25,9% dels habitatges hi vivien persones soles el 9,9% de les quals corresponia a persones de 65 anys o més que vivien soles. El nombre mitjà de persones vivint en cada habitatge era de 2,42 i el nombre mitjà de persones que vivien en cada família era de 2,91.
Per edats la població es repartia de la següent manera: un 24% tenia menys de 18 anys, un 8,8% entre 18 i 24, un 30,4% entre 25 i 44, un 22,6% de 45 a 60 i un 14,2% 65 anys o més.
L'edat mediana era de 37 anys. Per cada 100 dones de 18 o més anys hi havia 89,1 homes.
La renda mediana per habitatge era de 40.167 $ i la renda mediana per família de 45.066 $. Els homes tenien una renda mediana de 27.181 $ mentre que les dones 20.930 $. La renda per capita de la població era de 18.274 $. Entorn del 5,1% de les famílies i el 8,2% de la població estaven per davall del llindar de pobresa.

## Poblacions més properes
El següent diagrama mostra les poblacions més properes.